# ISO 3166-2:RS
ISO 3166-2 données pour la Serbie.
- Source de la liste : Statistical Office of the Republic of Serbia http://webrzs.stat.gov.rs/axd/en/ops.htm
- Source des codes : secrétariat ISO/TC 46/WG 2
- Système de romanisation : cyrillique serbe (1977)

## Mises à jour
- ISO 3166-2:2007-04-17 Bulletin n° I-8 (création)

## Ville (1)en:city,sr-Latn:grad
| Code ISO 3166-2 | Ville           | Ville                       |
| Code ISO 3166-2 | Nom serbe latin | Nom français (non officiel) |
| --------------- | --------------- | --------------------------- |
| RS-00           | Beograd         | Belgrade                    |

## Provinces autonomes (2)en:autonomous province,sr-Latn:autonomna pokrajina
| Code ISO 3166-2 | Province autonome | Province autonome           |
| Code ISO 3166-2 | Nom serbe latin   | Nom français (non officiel) |
| --------------- | ----------------- | --------------------------- |
| RS-KM           | Kosovo-Metohija   | Kosovo-et-Métochie          |
| RS-VO           | Vojvodina         | Voïvodine                   |

## Districts (29)en:districts,sr-Latn:okrug
| Code ISO 3166-2 | District           | District                    | Province autonome |
| Code ISO 3166-2 | Nom serbe latin    | Nom français (non officiel) | Province autonome |
| --------------- | ------------------ | --------------------------- | ----------------- |
| RS-01           | Severna Bačka      | Bačka septentrionale        | RS-VO             |
| RS-06           | Južna Bačka        | Bačka méridionale           | RS-VO             |
| RS-05           | Zapadna Bačka      | Bačka occidentale           | RS-VO             |
| RS-03           | Severni Banat      | Banat septentrional         | RS-VO             |
| RS-02           | Srednji Banat      | Banat central               | RS-VO             |
| RS-04           | Južni Banat        | Banat méridional            | RS-VO             |
| RS-14           | Bor                | Bor                         |                   |
| RS-11           | Braničevo          | Branitchevo                 |                   |
| RS-23           | Jablanica          | Jablanica                   |                   |
| RS-09           | Kolubara           | Kolubara                    |                   |
| RS-25           | Kosovo             | Kosovo                      | RS-KM             |
| RS-28           | Kosovska Mitrovica | Kosovska Mitrovica          | RS-KM             |
| RS-29           | Kosovo-Pomoravlje  | Kosovo-Pomoravlje           | RS-KM             |
| RS-08           | Mačva              | Matchva                     |                   |
| RS-17           | Moravica           | Moravica                    |                   |
| RS-20           | Nišava             | Nishava                     |                   |
| RS-24           | Pčinja             | Ptchinja                    |                   |
| RS-26           | Peć                | Pec                         | RS-KM             |
| RS-22           | Pirot              | Pirot                       |                   |
| RS-10           | Podunavlje         | Podunavljé                  |                   |
| RS-13           | Pomoravlje         | Pomoravljé                  |                   |
| RS-27           | Prizren            | Prizren                     | RS-KM             |
| RS-19           | Rasina             | Rasina                      |                   |
| RS-18           | Raška              | Rashka                      |                   |
| RS-07           | Srem               | Srem                        | RS-VO             |
| RS-12           | Šumadija           | Shumadija                   |                   |
| RS-21           | Toplica            | Toplica                     |                   |
| RS-15           | Zaječar            | Zajetchar                   |                   |
| RS-16           | Zlatibor           | Zlatibor                    |                   |